# Grotniki Małe
Grotniki Małe – wieś w Polsce położona w województwie świętokrzyskim, w powiecie buskim, w gminie Nowy Korczyn.
W latach 1975–1998 miejscowość administracyjnie należała do województwa kieleckiego.

## Części wsi
| SIMC    | Nazwa        | Rodzaj    |
| ------- | ------------ | --------- |
| 0256076 | Stojki       | część wsi |
| 0256082 | Wójtowe Łąki | część wsi |

## Historia
Grotniki (obecnie Duże i Małe), w wieku XIX wieś i dobra donacyjne nad Nidą, w powiecie stopnickim, gminie Grotniki, parafii Korczyn.
Wspomina tę wieś Długosz L.B. t.II, s.438.
Spis z roku  1827 r. wykazał 38 domów, 537 mieszkańców.
Gmina Grotniki należy do sądu gminnego okręgu V w Nowym Korczynie, gdzie też i stacja pocztowa. Gmina liczyła w roku 1854 - 10849 mórg obszaru i 3947 mieszkańców.
Majorat Grotniki, w r. 1839 wydzielony został z dóbr rządowych Nowe Miasto Korczyn, według opisu z  1854 r. składał się z folwarku Grotniki o powierzchni mórg 584, folwarku Strożyska mórg 266, folwarku Ucisków mórg 295, attynencyi Łąka Królewska pod Kotłem i Wiślicą, oraz wsi Grotniki z gruntem mórg 795, wsi Pawłowa z gruntem mórg 73, wsi Podzamcze z cegielnią i gruntem mórg 50, wsi Strożyska z gruntem mórg 1237, wsi Ucisków z gruntem mórg 231 i pastwiska wspólne dla tych wsi mórg 265.
Ogólny obszar donacji łącznie z gruntami włościańskimi wynosi mórg 3797.

Od roku 1876 w skład majoratu wchodzi wieś Kurysówka mająca wówczas osad 29, z gruntem mórg 48. (Opis dostarcza Słownik geograficzny Królestwa Polskiego tom II. str.858)
Spis z roku 1921 wykazał w Grotnikach folwarku - 3 budynki i 51 mieszkańców natomiast we wsi Grotniki 115 budynków i 632 mieszkańców. Ogółem gminę Grotniki zamieszkiwało 4706 osób w tym 44 osoby narodowości niemieckiej. (Dane wg spisu powszechnego z roku 1921)